# Taça Internacional de Belo Horizonte
A Taça Internacional de Belo Horizonte foi disputada no ano de 1929 em um amistoso entre o Clube Atlético Mineiro do Brasil e o Vitória Futebol Clube de Portugal.
A década de 1920 havia sido um período de muitos êxitos na história do Vitória de Setúbal. Os Sadinos haviam sido campeões do Campeonato de Setúbal nas temporadas de 1927/1928 e 1928/1929, e também se consagraram campeões do Campeonato Regional de Lisboa nas temporadas de 1923/1924 e 1926/1927.
Com o Atlético também não era diferente. O Galo havia conquistado em anos anteriores, os títulos do Campeonato Mineiro de 1926 e 1927. Em seu time titular estavam jogadores de notoriedade nacional, como Carlos Brant, Said, Jairo e Mário de Castro; os três últimos formavam o Trio Maldito.
Esta foi a primeira partida internacional realizada no Estado de Minas Gerais.

## Jogo
| 1 de setembro | Atlético Mineiro                    | 3–1           | Vitória de Setúbal | Estádio de Lourdes, Belo Horizonte |
| 15:00         | Said 43' · Mário de Castro 69', 84' | Ficha do Jogo | A. Mathias 27' ·   | Público: - Árbitro: Ruy Lage       |

|            |    |                 |  |         |
|            |    |                 |  |         |
| GR         | 1  | Osvaldo         |  |         |
| LD         | 2  | Cordeiro        |  |         |
| ZA         | 3  | Evandro         |  |         |
| ZA         | 4  | Machadinho I    |  |         |
| LE         | 6  | Ivo Melo        |  |         |
| VO         | 5  | Carlos Brant    |  | Capitão |
| VO         | 8  | Said            |  |         |
| AD         | 7  | Jairo           |  |         |
| MC         | 10 | Dalmi           |  |         |
| AE         | 11 | Mário de Castro |  |         |
| AT         | 9  | Cunha           |  |         |
| Treinador: |    |                 |  |         |
| Chico Neto |    |                 |  |         |

|                |    |                |  |
|                |    |                |  |
| GR             | 1  | Roquette       |  |
| LD             | 2  | Carlos Alves   |  |
| ZA             | 3  | F. Silva       |  |
| ZA             | 4  | Tamanqueiro    |  |
| LE             | 6  | Palhinhas      |  |
| MC             | 5  | A. Mathias     |  |
| MC             | 8  | João Santos    |  |
| AD             | 17 | N. Martins     |  |
| MA             | 7  | Liberto        |  |
| AT             | 8  | Gustavo        |  |
| AT             | 11 | Domingos Neves |  |
| Treinador:     |    |                |  |
| Sem Informação |    |                |  |

Homem do Jogo:
Mário de Castro (Atlético)

## Premiação
| Taça Internacional de Belo Horizonte    |
| Brasil                                  |
| --------------------------------------- |
| ATLÉTICO MINEIRO Campeão (Título Único) |